# Прелюд към „Следобедът на един фавън“
„Прелюд към „Следобедът на един фавън“ (на френски: Prélude à l'Après-midi d'un faune) е симфонична поема на френския композитор Клод Дебюси, композирана през 1894 година.
Вдъхновена от поемата на Стефан Маларме „Следобедът на един фавън“, тя е представена за пръв път на 22 декември 1894 година в Париж под диригентството на Гюстав Доре. Едно от най-известните произведения на Дебюси, тя е смятана за шедьовър на импресионизма и понякога е определяна като началната точка на модернизма в музиката.
Композицията е в основата на поставения през 1912 година балет „Следобедът на един фавън“ на Вацлав Нижински.